# 10392 Brace
10392 Brace (1997 RP7) là một tiểu hành tinh vành đai chính được phát hiện ngày 11 tháng 9 năm 1997 bởi R. Linderholm ở Lime Creek.